# Complete Madness
Albums de Madness
7
(1981) The Rise and Fall
(1982)
Singles
1. It Must Be Love
Sortie : 1981
2. Cardiac Arrest
Sortie : 17 février 1982
3. House of Fun
Sortie : 14 mai 1982

Complete Madness est une compilation de Madness, sortie le 23 avril 1982.
L'album s'est classé 1er au UK Albums Chart et est resté pendant 88 semaines dans les charts britanniques.

## Liste des titres
| No  | Titre                          | Album original     | Durée |
| --- | ------------------------------ | ------------------ | ----- |
| 1.  | Embarrassment                  | Absolutely         | 2:59  |
| 2.  | Shut Up                        | 7                  | 2:48  |
| 3.  | My Girl                        | One Step Beyond... | 2:38  |
| 4.  | Baggy Trousers                 | Absolutely         | 2:26  |
| 5.  | It Must Be Love                | Inédit             | 3:19  |
| 6.  | The Prince                     | One Step Beyond... | 2:27  |
| 7.  | Bed and Breakfast Man          | One Step Beyond... | 2:29  |
| 8.  | Night Boat to Cairo            | One Step Beyond... | 3:13  |
| 9.  | House of Fun                   | Inédit             | 2:47  |
| 10. | One Step Beyond                | One Step Beyond... | 2:17  |
| 11. | Cardiac Arrest                 | Inédit             | 2:52  |
| 12. | Grey Day                       | 7                  | 3:30  |
| 13. | Take It or Leave It            | Absolutely         | 3:17  |
| 14. | In the City                    | 7                  | 2:55  |
| 15. | Madness                        | One Step Beyond... | 2:35  |
| 16. | The Return of the Los Palmas 7 | Absolutely         | 2:29  |

## Musiciens
- Graham « Suggs » McPherson : chant
- Mike Barson : claviers, harmonica, vibraphone, marimba, carillon tubulaire
- Chris Foreman : guitares
- Chas Smash : chant, trompette
- Lee Thompson : saxophones, chant
- Mark Bedford : basse
- Dan Woodgate : batterie, percussions